# Електрически предпазител
Електрическият предпазител (разг. бушон) е устройство, което се въвежда в електрическите уредби, за да се обезпечат предварително определени работни условия и да защити инсталацията при нарушаването им, чрез прекъсването на електрическата верига. С конструкцията си този елемент предпазва електрическите вериги и включените уреди и апарати от претоварване и повреди при повишаване на тока над някаква пределна стойност и създаване на условия за опасен авариен режим в инсталацията. За защита и прекъсване се включват последователно на електрическата верига. В съвременните електрически инсталации посредством разпределителни табла към общ източник, се изграждат токови кръгове за различните консуматори на електрически ток и във всеки токов кръг се поставя предпазител. По такъв начин не спира електрозахранването на всички потребители, а се изключва електрическият ток само авариралият токов кръг.

## Видове електрически предпазители
Електрическите предпазители се разделят на два основни типа по начин на прекъсване на електрическата верига:
– предпазители със стопяем проводник /стопилка/,
- автоматични предпазители.
Основната разлика между двата типа е, че при този със стопилката е за еднократно ползване и се налага подмяна на предпазителя, докато автоматичният не е дефектирал при изключването на електрическата верига и може да се ползва многократно като прекъсвач. Последният позволява възстановяване на електрическата верига след отстраняване на повредата, като причина за задействане на защитата чрез прекъсването на електрическия ток.

## Предпазители със стопяем проводник
Предпазителите със стопяем проводник /стопилка/ се включват последователно в електрическата верига и имат различно конструктивно изпълнение в зависимост от конкретната електрическа уредба - за сградна или промишлена инсталация, за електрическа уредба на транспортно средство или предпазител в радиоелектронна апаратура. Независимо от конструкцията, принципът на защита е еднакъв - защитната стопилка, оразмерена за номиналния за уредбата електрически ток се стопява, ако се превиши стойността му. Формата и размерът на предпазителя, дори предназначен за едни и същи съоръжения, може да бъде различен и се определя от стойността на преминаващия номинален ток.

### Видове стопяеми предпазители според предназначението
Типовете предпазители използване за защитата на електрическите вериги в една електрическа уредба са много различни в зависимост от предназначението си и свързаният с това преминаващ електрически ток. Практически са обособени групи унифицирани предпазители по предназначение, при които отделните фирмени промени са несъществени. Основни групи предпазители са:
- предпазители нормално изпълнение ниско напрежение за сградни и промишлени инсталации с порцеланово тяло /патрон/ на предпазителя и нормирана стопилка за ток 2, 4, 5, 10, 16, 20, 25, 35, 50, 63, 100 и 200 А. В средата в празното пространство на патрона, където е стопилката е поставен сух и чист кварцов пясък за гасене на възникналата дъга по време на изгарянето ѝ. В двата края на патроне има месингови котактни капачки. Порцелановата капачка обхваща патрона и се завинтва към корпуса посредством вградена в нея месингова гилза, снабдена с едисонова резба - Е 16, Е27, Е 33.
- високомощни предпазители за защита от къси съединения и трайни претоварвания на мрежи и електрически съоръжения ниско напрежение работещи с висока стойност на тока. Конструктивно патронът е от порцеланово тяло с оформени месингови контактни части (ножови накрайници) или с отвори в тях за захващане към включените в електрическата мрежа корпуси на държателите им. Ножовите патрони са неразглобяеми и се произвеждат за номинални токове 100 А (вложки 40, 50, 60, 80, 100 А), 250 А (вложки 125, 160, 200, 250 А); 400 А (вложки 250, 315, 400 А); 600 А (315, 400, 630 А) и 1000А (вложки 630, 800, 1000 А).
- автомобилни предпазители предназначени за защита на електрическата уредба на автомобила. Различните фирми имат предпочитания към различна форма на патрона със стояема жичка, но автомобилите се комплектуват с кутия с държачи с пружиниращи месингови гнезда за предпазители и патрони съобразени с конкретния използван тип. Обикновено телата на патроните са цилиндрични порцеланови със стопилка разположена вътре или върху изолационната основа или плоски от пластмаса, а някои модели и от този тип имат възможност за възстановяване. Това са т.нар. предпазители за многократно действие. Последните се използват в автомобилите руско производство като към патрона има допълнително намотан проводник, от който може бързо да се размотае проводник-стопилка и възстанови функционирането на патрона на предпазителя. За по-големи токове се използват термобиметални предпазители, при които повишаването на протичащия ток повишава температурата на биметалната пластина и деформирането ѝ отваря контактите включени в електрическата верига.
- предпазители за радиотехническа и електронна апаратура. Този вид предпазители обикновено са патрон от стъклено тяло с медни капачки - накрайници и стопилка във вътрешната част. Разнообразно е закрепването и включването към електрическата верига. Предпазителите монтирани на печатни платки се поставят в пружиниращи гнезда /скоби/, а в трудно разглобяема апаратура с използването на един или няколко предпазители, патроните са поставят в бакелитови корпуси с винт, монтирани на операторския панел на апаратурата. Стопяемите предпазители имат малко бързодействие в тази апартура - от 1 до 2 секунди. Транзисторите на стабилизаторите по напрежение не издържат продъжително претоварване повече от неколко десетки милисекунди. Това налага в модерната електронна апаратура да се влагат различни електронни схеми за токоограничение на тока на късо съединение или претоварване. Независимо от тези схемни решения, за предотвратяване на по-тежки повреди, стопяемите предпазители са неотменим елемент за защита.
- високоволтови предпазители. Използват се за защита в преносните мрежи високо напрежение и много високи нива на номиналния ток.

### Автоматични предпазители
Автоматичните предпазители се автоматични прекъсвачи предназначени за управление и защита от претоварване и къси съедининия на трифазни или еднофазни консуматори с напрежение до 500 V и честота 50 Hz.
Прекъсвачите се произвеждат в еднополюсно или триполюсно изпълнение. Конструкцията на еднополюсните прекъсвачи позволяват чрез набор от еднополюсни прекъсвачи да се създаде набор комбинация за дву-, три-, или четириполюсни изпълнения. В зависимост от конкретното приложение, прекъсвачите може да съдържат следните устройства: помощни контакти; минимално напреженов изключвател; независим изключвател. Поставянето на автоматични прекъсвачи се определя от безопасността на околната среда (без съдържание на агресивни газове и фино метално прахообразуване), от стойността на номиналния ток в инсталацията и възможностите за настройка на термичния изключвател, комутационната възможност на прекъсвача трябва да е по-висока от очаквания брой режими на късо съединение в защитаваната електрическа мрежа.
Действието на тези предпазители с възстановима работоспособност се дължи на конструкцията, където вместо стопилка, контролът на стойността на тока през предпазителя се осъществява от биметална пластина. При нагряване единият метал се разширява повече от другия, пластинката се огъва, при което електрическата верига се прекъсва. Когато пластинката изстине, формата ѝ се възстановява и след натискане командния бутон на превключвателя, предпазителят се включва отново. В повечето случаи действието на биметалната пластинка е комбинирано с токово реле за подобряване на характеристиките.
Основната разлика между двата типа е, че при този със стопяема жичка се налага подмяна на предпазителя, докато автоматичният може да се ползва многократно и като прекъсвач. Последният позволява възстановяване на електрическата верига след прекъсването ѝ.
Устройство и принцип на работа на автоматичния предпазител
Предназначението на автоматичния предпазител (АП) е да защитава електрическата линия от претоварвания по номинална стойност на електрическия ток, както и от пикови нараствания над номиналната стойност на тока (късо съединение). При превишаване на зададените стойности сработва съответната защита, която задейства изключващ контактен механизъм, като прекъсва захранването на линията.
Устройство. В корпуса на АП има два вида защити - номинално токова и максимално токова, както и прекъсвач на веригата.
Номинално токова защита (НТЗ). Целта на тази защита е да сработи при стойности на тока над номиналните посочени върху корпуса на АП (10, 16, 25 и др.), съобразени с товароносимостта на проводника на линията. Понеже товароносимостта на проводника е в обратно пропорционална зависимост от температурата му, то тази защита е конструирана така, че да отчита и този показател, но индиректно. Защитата е конструирана на термичен принцип. Върху биметална пластина е навит проводник с високо специфично съпротивление, така че при протичане на електрическия ток през него, той се загрява. Неговото сечение е съобразено с номиналния работен ток, така че температурата, с която се нагрява, да съответства на тази на проводника на линията при номинално натоварване и топлоотдаване в околната среда. Следствие на отделената температура, металите в биметалната пластина се разширяват и тя се удължава нелинейно – извива се дъговидно. По този начин въздейства върху лост(L), който задейства изключващия механизъм на контактната система. Поради принципа си на конструиране тази защита е много инертна. Ако работи при стойности, надвишаващи номиналния ток 1,13 пъти, то тя ще сработи приблизително след около час. Времето за сработване се изразява на съответните графики, дадени от производителя.
Максималнотокова защита (МТЗ). Тази защита е от електромагнитен тип и сработва при рязко нарастване на тока в рамките на един полупериод на синусоидата. Токът на сработване се изписва като индекс, върху корпуса на АП, пред номиналната стойност на тока.
| A | от 2 до 3 пъти номиналния ток (А10)   |
| B | от 3 до 5 пъти номиналния ток (В10)   |
| C | от 5 до 10 пъти номиналния ток (С10)  |
| D | от 10 до 20 пъти номиналния ток (D10) |

Стойността на сработване на максималнотоковата защита се определя от положението на лоста (L), който се измества от номиналнотоковата защита, в зависимост от температурата на проводника. В диаграмата са дадени две криви, които изразяват времето на сработване на НТЗ при стойности на тока 1.13 и 1,45 пъти над номинала. Именно те определят индекса на сработване на  МТЗ.
Например за АП С10 при студен проводник МТЗ ще сработи при ток, надвишаващ номинала десет пъти (100А). При проводник с повишена  температура, работещ над номиналния ток, МТЗ ще сработи при стойност, надвишаваща номиналния пет пъти (50А). Времето на сработване на МТЗ е под 0,1 сек.

Изключващ контактен механизъм. Този механизъм се привежда в готовност посредством лост върху лицевата страна на кутията на АП. При придвижване на лоста нагоре се генерира кинетичен импулс, който затваря контактната система, като част от него се акумулира в спирална пружина. Енергията, съхранена в тази пружина, ще задейства (изключи) контактната система при сработване на защитите. Това става посредством спусък, задействан от лоста (L), управляван от НТЗ. Когато контактната система трябва да разпадне връзката при голям ток и наличието на реактивни товари, между контактите ѝ възниква волтова дъга от плазма, която се явява своеобразен проводник и удължава времето на изключване. За бързото гасене на искрата е монтиран касетъчен искрогасител, който разкъсва дъгата. Също така в близост до контактите се поставя вещество, което при изпаряване отделя газове, които също спомагат за гасенето на искрата. В основата на АП е предвиден отвор за изравняване на налягането, причинено от разширените гaзове, които биха пръснали корпуса му. След сработване на МТЗ от 3 до 5 пъти повърхностите на контактната система се разрушават и АП трябва да бъде подменен с нов.
Не използвайте автоматичния предпазител като товаров прекъсвач, това ще износи  контактната система и ще влоши параметрите му като ПРЕДПАЗИТЕЛ.          

## Видове автоматични прекъсвачи
Произвеждат се автоматични прекъсвачи вграждани в електрически уредби с ток до 1000 А.
- еднополюсни прекъсвачи използвани като разпределителни прекъсвачи при еднофазни консуматори. Основната използвана гама е за номинален ток 25 А и 40 А.
- триполюсен прекъсвач (тип АТ-00). Използва се като главен, защитен или разпределителен прекъсвач за трифазни консуматори. Произвежда се за ток до 32 А. Триполюсни прекъсвачи от типа ВА -51-31 работят с номинален ток до 100 А. Прекъсвачът тип А, работи с номинален ток 800 А и се употребява за управление на променливо-постояннотокови електродвигатели, генератори, трансформатори, изправители, като с поставянето му в тази мрежа, прекъсвача защитава електрическата верига от претоварване и късо съединение.

## Оразмеряване и бързодействие
За защитата и за автоматично прекъсване на електрическите вериги, се използват стопяеми предпазители с еднократно действие с прегарянето на калибриран проводник или термобиметални предпазители за многократно действие. За проводник-стопилка се използват проводници, изчислени и оразмерени за продължителна работа при протичане на номинален ток и които сработват при протичането на по-голям максимално допустим ток от обозначения за предпазителя. Основната характеристика на предпазителите е ампер-секундната характеристика, която изразява зависимостта между времето за прекъсване на електрическата верига от стойността на протичащия ток. На практика това се постига с избора на такова сечение на проводника-стопилка, на който ампер-секундната характеристика е по-ниска от тази на използвания монтажен проводник в електрическата уредба. При късо съединение или при увеличено потребление на ток, предпазителите прекъсват електрическата верига и с това не се допуска нагряването на проводниците до пределна допустимата температура от 90 0С.
Като пример за параметъра бързодействие, може да се разгледа предпазител с еднократно действие. Бързодействието се изразява чрез зависимостта на времето за прекъсването на електрическата верига от превишението на тока на късо съединение или претоварване спрямо номиналния нормиран ток за конкретния предпазител ({\displaystyle I} / {\displaystyle I_{N}}). При експериментите за това нормиране участва и трети параметър - допустимото прегряване на монтажните проводници в инсталацията. Сечението на монтажните проводници, а от там и прегряването им при протичането на ток на късо съединение, е много важен фактор за надеждността на електрическата инсталация. Оразмеряването на стопилката е такова, че да не се достигне до температури на запалване на изолацията. С тези три параметри се създава графиката на ампер-секундната характеристика за конкретен тип предпазители. Примерното бързодействие на предпазител е дадено в таблицата по-долу:
| I / IN (температура на проводника до 40 0С) | s   |  | I / IN (температура на проводника до 50 0С) | s  |
| 2,6                                         | 1   |  | 2,3                                         | 1  |
| 2,0                                         | 5,4 |  | 1,65                                        | 6  |
| 1,8                                         | 10  |  | 1,55                                        | 10 |

## Галерия
- Разпределителен шкаф с предпазители
- Жилищно табло с предпазители
- Електрически предпазител със стопяема жичка
- Маломощен предпазител за радиотехническа апаратура